# Superettan
Superettan är näst högsta division i fotboll i Sverige sedan år 2000. Den bildades genom att de två tidigare division I-serierna slogs samman efter säsongen 1999.

## Format
Divisionen består av en rikstäckande serie med 16 lag. En säsong består av 30 omgångar, där alla lag möter de andra 15 lagen både på hemmaplan och bortaplan. Säsongen spelas normalt från slutet av mars eller början av april till slutet av oktober eller början av november, men undantag har förekommit.
Tabellplacering sker efter i  första hand tagna poäng, därefter efter målskillnad. Om både poäng och målskillnad är lika avgörs placering efter flest  antal gjorda mål. Vinnare av match får tre poäng, förlorare får noll. Om matchen slutar oavgjort får båda lagen en poäng. 
När serien färdigspelats flyttas de två främsta lagen upp till Allsvenskan året efter. Lag på tredje plats möter det tredje sämst placerade laget i Allsvenskan, på 14:plats, i dubbelmöte om spel i Allsvenskan nästkommande säsong. De två sist placerade lagen blir nedflyttade till Ettan, och lagen på plats 13–14 får spela kval mot tvåorna i de båda serierna i Ettan om fortsatt spel i Superettan nästkommande säsong.
Formatet har varit lika sedan serien bildades, med följande undantag:
- Då Allsvenskan 2008 utökades med två lag, från fjorton till sexton, så blev det lag som var placerade på tredje plats i Superettan 2007 direkt uppflyttat, utan kval. Det var också bara två lag som blev nedflyttade detta år, inget lag kvalspelade för att stanna kvar.
- Före Ettan bildades 2006 så blev de tre sist placerade lagen direkt nedflyttade till Division 2.

## Tidigare vinnare

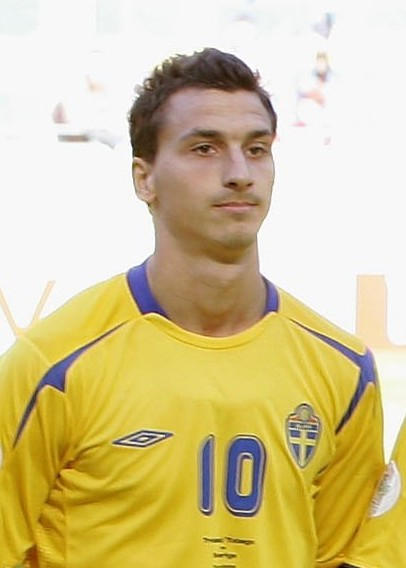
Zlatan Ibrahimović gjorde 12 mål under första säsongen av Superettan och hjälpte Malmö FF att bli uppflyttade

|      | Vinnare             | Tvåa              | Uppflyttningskval                    |
| ---- | ------------------- | ----------------- | ------------------------------------ |
| 2000 | Djurgårdens IF      | Malmö FF          | Mjällby AIF                          |
| 2001 | Kalmar FF           | Landskrona BoIS   | Mjällby AIF                          |
| 2002 | Östers IF           | Enköpings SK      | Västra Frölunda IF                   |
| 2003 | Kalmar FF           | Trelleborgs FF    | BK Häcken                            |
| 2004 | BK Häcken           | Gefle IF          | Assyriska FF (uppflyttad)            |
| 2005 | AIK                 | Östers IF         | GAIS (uppflyttad)                    |
| 2006 | Trelleborgs FF      | Örebro SK         | IF Brommapojkarna (uppflyttad)       |
| 2007 | IFK Norrköping      | Ljungskile SK     | GIF Sundsvall (uppflyttad utan kval) |
| 2008 | Örgryte IS          | BK Häcken         | IF Brommapojkarna (uppflyttad)       |
| 2009 | Mjällby AIF         | Åtvidabergs FF    | Assyriska FF                         |
| 2010 | Syrianska FC        | IFK Norrköping    | GIF Sundsvall                        |
| 2011 | Åtvidabergs FF      | GIF Sundsvall     | Ängelholms FF                        |
| 2012 | Östers IF           | IF Brommapojkarna | Halmstads BK (uppflyttad)            |
| 2013 | Falkenbergs FF      | Örebro SK         | GIF Sundsvall                        |
| 2014 | Hammarby IF         | GIF Sundsvall     | Ljungskile SK                        |
| 2015 | Jönköpings Södra IF | Östersunds FK     | IK Sirius                            |
| 2016 | IK Sirius           | AFC United        | Halmstads BK (uppflyttad)            |
| 2017 | IF Brommapojkarna   | Dalkurd FF        | Trelleborgs FF (uppflyttad)          |
| 2018 | Helsingborgs IF     | Falkenbergs FF    | AFC Eskilstuna (uppflyttad)          |
| 2019 | Mjällby AIF         | Varbergs BoIS     | IK Brage                             |
| 2020 | Halmstads BK        | Degerfors IF      | Jönköpings Södra IF                  |
| 2021 | IFK Värnamo         | GIF Sundsvall     | Helsingborgs IF (uppflyttad)         |
| 2022 | IF Brommapojkarna   | Halmstads BK      | Östers IF                            |
| 2023 | Västerås SK         | Gais              | Utsiktens BK                         |
| 2024 | Degerfors IF        | Östers IF         | Landskrona BoIS                      |

### Maratontabell
| Pos | S  | Lag               | SM  | V   | O   | F   | GM  | IM  | MS  | P   | Liga                      |
| --- | -- | ----------------- | --- | --- | --- | --- | --- | --- | --- | --- | ------------------------- |
| 1   | 17 | Östers IF         | 510 | 209 | 126 | 175 | 738 | 659 | +79 | 753 | Spelar i Superettan 2024  |
| 2   | 17 | AFC Eskilstuna    | 510 | 182 | 135 | 193 | 702 | 711 | −9  | 681 | Spelar i Ettan Norra 2024 |
| 3   | 15 | Jönköpings Södra  | 450 | 171 | 109 | 170 | 646 | 662 | −16 | 622 | Spelar i Ettan Södra 2024 |
| 4   | 15 | Degerfors IF      | 450 | 167 | 118 | 165 | 639 | 633 | +6  | 619 | Spelar i Superettan 2024  |
| 5   | 15 | Landskrona BoIS   | 450 | 173 | 95  | 182 | 640 | 645 | −5  | 614 | Spelar i Superettan 2024  |
| 6   | 15 | Assyriska FF      | 450 | 170 | 103 | 177 | 607 | 611 | −4  | 613 | Spelar i Ettan Norra 2024 |
| 7   | 14 | Falkenbergs FF    | 420 | 162 | 98  | 160 | 619 | 593 | +26 | 584 | Spelar i Ettan Södra 2024 |
| 8   | 12 | IF Brommapojkarna | 360 | 161 | 71  | 128 | 572 | 488 | +84 | 554 | Spelar i Allsvenskan 2024 |
| 9   | 13 | Ljungskile SK     | 390 | 144 | 105 | 141 | 523 | 496 | +27 | 537 | Spelar i Ettan Södra 2024 |
| 10  | 14 | IK Brage          | 420 | 136 | 110 | 174 | 555 | 652 | −97 | 518 | Spelar i Superettan 2024  |

## Spelarstatistik

### Bästa målgörare

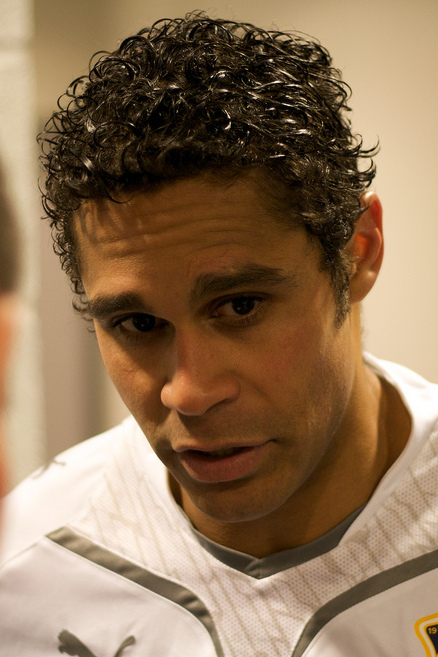
Daniel Nannskog blev även bästa målskytt i Adeccoligaen och Tippeligaen.

- Källa: [3]

| Säsong | Spelare                                         | Lag                                | Mål |
| ------ | ----------------------------------------------- | ---------------------------------- | --- |
| 2000   | Marcus Ringberg                                 | Mjällby AIF                        | 18  |
| 2001   | Daniel Nannskog                                 | Landskrona BoIS                    | 21  |
| 2002   | Ludwig Ernstsson                                | Östers IF                          | 18  |
| 2003   | Göran Marklund                                  | FC Café Opera                      | 23  |
| 2004   | Stefan Bärlin                                   | Västerås SK                        | 23  |
| 2005   | Bruno Santos                                    | IFK Norrköping                     | 16  |
| 2006   | Olof Guterstam Stefan Rodevåg                   | IF Brommapojkarna Falkenbergs FF   | 17  |
| 2007   | Gardar Gunnlaugsson                             | IFK Norrköping                     | 18  |
| 2008   | Jonas Henriksson                                | BK Häcken                          | 19  |
| 2009   | Marcus Ekenberg Mattias Adelstam                | Mjällby AIF Ängelholms FF          | 19  |
| 2010   | Linus Hallenius                                 | Hammarby IF                        | 18  |
| 2011   | Branimir Hrgota                                 | Jönköpings Södra IF                | 18  |
| 2012   | Pablo Piñones Arce                              | IF Brommapojkarna                  | 18  |
| 2013   | Victor Sköld                                    | Falkenbergs FF                     | 20  |
| 2014   | Kennedy Bakircioglu                             | Hammarby IF                        | 17  |
| 2015   | Fredrik Olsson                                  | Jönköpings Södra IF                | 17  |
| 2016   | Shkodran Maholli                                | Åtvidabergs FF                     | 15  |
| 2017   | Richard Yarsuvat                                | Dalkurd FF                         | 17  |
| 2018   | Andri Rúnar Bjarnason                           | Helsingborgs IF                    | 16  |
| 2019   | Erik Björndahl                                  | Degerfors IF                       | 20  |
| 2020   | Pontus Engblom                                  | GIF Sundsvall                      | 20  |
| 2021   | Ajdin Zeljkovic                                 | Örgryte IS                         | 18  |
| 2022   | Viktor Granath                                  | Västerås SK                        | 24  |
| 2023   | Jesper Westermark                               | Östers IF                          | 17  |
| 2024   | Dijan Vukojevic Assad Al Hamlawi Kalle Holmberg | Degerfors IF IK Oddevold Örebro SK | 14  |

### Flest assist

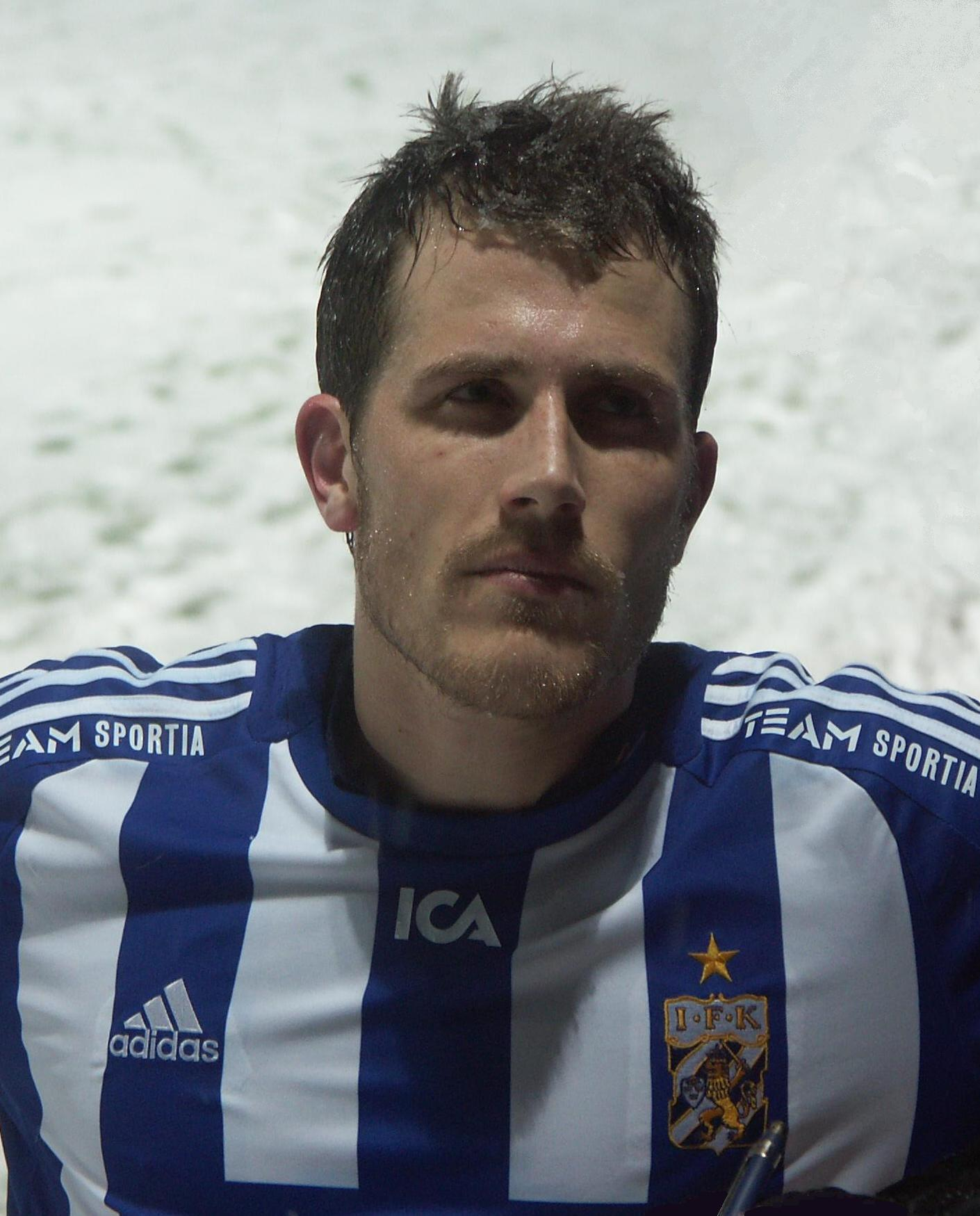
Tobias Hysén har spelat mer än 20 landskamper för det svenska landslaget.

| Säsong | Spelare                                 | Lag                          | Assist |
| ------ | --------------------------------------- | ---------------------------- | ------ |
| 2001   | Pelle Andersson                         | IF Sylvia                    | 11     |
| 2002   | Olle Kullinger                          | Enköpings SK                 | 11     |
| 2003   | Tobias Hysén                            | BK Häcken                    | 15     |
| 2004   | Daniel Westlin                          | Gefle IF                     | 12     |
| 2005   | Daniel Nicklasson                       | GAIS                         | 10     |
| 2006   | Eirik Dybendal Martin Smedberg-Dalence  | IFK Norrköping Ljungskile SK | 11     |
| 2007   | Eirik Dybendal                          | IFK Norrköping               | 16     |
| 2008   | Pavel Zavadil                           | Örgryte IS                   | 17     |
| 2009   | Marcus Ekenberg Martin Smedberg-Dalence | Mjällby AIF Ljungskile SK    | 11     |
| 2010   | Daniel Bamberg                          | IFK Norrköping               | 15     |
| 2011   | Tobias Nilsson                          | Falkenbergs FF               | 12     |
| 2012   | Denis Velić                             | Östers IF                    | 11     |
| 2013   | Niclas Eliasson                         | Falkenbergs FF               | 11     |
| 2014   | Robert Gojani                           | Jönköpings Södra IF          | 11     |
| 2015   | Dzenis Kozica                           | IFK Värnamo                  | 11     |
| 2016   | Johan Svahn                             | IFK Värnamo                  | 11     |
| 2017   | Petar Petrovic                          | IFK Värnamo                  | 12     |
| 2018   | Diego Montiel                           | Örgryte IS                   | 14     |
| 2019   | Gustav Ludwigson                        | Örgryte IS                   | 9      |
| 2020   | Samuel Kroon Wilhelm Loeper             | Halmstads BK AFC Eskilstuna  | 11     |
| 2021   | Wilhelm Loeper                          | Helsingborgs IF              | 12     |
| 2022   | Oscar Pettersson                        | IF Brommapojkarna            | 12     |
| 2023   | Gustav Lundgren                         | Gais                         | 12     |
| 2024   | Adam Bergmark Wiberg                    | Östers IF                    | 13     |

### Bästa målvakt
(Minst 10 spelade matcher)
| Säsong | Målvakt                     | Klubb                           | SM                          | IM                          | RP%                         | ShO                         |
| ------ | --------------------------- | ------------------------------- | --------------------------- | --------------------------- | --------------------------- | --------------------------- |
| 2004   | Mattias Hugosson            | Gefle IF                        | 25                          | 17                          | 85                          | 14                          |
| 2004   | Daniel Örlund               | FC Café Opera                   | 25                          | 25                          | 85                          | 7                           |
| 2005   | Daniel Örlund               | AIK                             | 29                          | 25                          | 80                          | 13                          |
| 2006   | Fredrik Persson             | Trelleborgs FF                  | 29                          | 13                          | 89                          | 17                          |
| 2007   | Lee Baxter                  | Landskrona BoIS                 | 12                          | 12                          | 84                          | 3                           |
| 2008   | Kristoffer Nordfeldt        | IF Brommapojkarna               | 29                          | 27                          | 82                          | 12                          |
| 2009   | Mattias Asper               | Mjällby AIF                     | 30                          | 19                          | 87                          | 15                          |
| 2010   | Dwayne Miller               | Syrianska FC                    | 21                          | 14                          | 82                          | 13                          |
| 2011   | Ivo Vazgeč                  | Landskrona BoIS Jönköping Södra | 25                          | 29                          | 80                          | 7                           |
| 2012   | Zlatan Azinović             | Trelleborgs FF                  | 12                          | 19                          | 78                          | 1                           |
| 2013   | Peter Abrahamsson           | Örgryte IS                      | 26                          | 31                          | 82                          | 10                          |
| 2013   | Otto Martler                | Falkenbergs FF                  | 28                          | 28                          | 82                          | 14                          |
| 2014   | Alex Horwath                | Ljungskile SK                   | 30                          | 25                          | 83                          | 14                          |
| 2015   | Dwayne Miller               | Syrianska FC                    | 13                          | 11                          | 79                          | 6                           |
| 2016   | Josh Wicks                  | AFC United                      | 29                          | 16                          | 86                          | 16                          |
| 2017   | Damir Mehic                 | GAIS                            | 29                          | 37                          | 77                          | 9                           |
| 2018   | Ingen tillgänglig statistik | Ingen tillgänglig statistik     | Ingen tillgänglig statistik | Ingen tillgänglig statistik | Ingen tillgänglig statistik | Ingen tillgänglig statistik |
| 2019   | Ingen tillgänglig statistik | Ingen tillgänglig statistik     | Ingen tillgänglig statistik | Ingen tillgänglig statistik | Ingen tillgänglig statistik | Ingen tillgänglig statistik |

## Publikstatistik

### Matcher med mest publik
- Per match[4]

|    | Datum             | Match                           | Publik |
| -- | ----------------- | ------------------------------- | ------ |
| 1  | 24 augusti 2014   | Hammarby IF–Ljungskile SK       | 31 074 |
| 2  | 2 november 2014   | Hammarby IF–Jönköpings Södra IF | 30 129 |
| 3  | 14 april 2014     | Hammarby IF–Degerfors IF        | 29 307 |
| 4  | 19 juli 2013      | Hammarby IF–Örgryte IS          | 29 175 |
| 5  | 10 augusti 2014   | Hammarby IF–GIF Sundsvall       | 25 142 |
| 6  | 21 oktober 2014   | Hammarby IF–Östersunds FK       | 23 639 |
| 7  | 25 september 2005 | AIK–Gais                        | 23 460 |
| 8  | 24 maj 2014       | Hammarby IF–Varbergs BoIS       | 20 949 |
| 9  | 21 september 2014 | Hammarby IF–Syrianska FC        | 20 483 |
| 10 | 28 september 2014 | Hammarby IF–IK Sirius           | 20 136 |
| 11 | 28 juli 2014      | Hammarby IF–Assyriska FF        | 19 102 |
| 12 | 5 augusti 2005    | AIK–IFK Norrköping              | 18 811 |
| 13 | 28 augusti 2000   | Malmö FF–Landskrona BoIS        | 18 002 |
| 14 | 16 april 2005     | AIK–Degerfors IF                | 16 858 |

### Publiksnitt och vinnare publikligan
Publiksnitt uppdaterad efter säsongen 2023.
| År   | Publik- snitt | Vinnare publikliga | Vinnare publikliga |
| År   | Publik- snitt | Lag                | Snitt              |
| ---- | ------------- | ------------------ | ------------------ |
| 2000 | 2 066         | Djurgårdens IF     | 5 544              |
| 2001 | 1 744         | Kalmar FF          | 4 635              |
| 2002 | 1 391         | Östers IF          | 3 148              |
| 2003 | 1 672         | IFK Norrköping     | 4 786              |
| 2004 | 1 826         | IFK Norrköping     | 4 353              |
| 2005 | 3 091         | AIK                | 11 871             |
| 2006 | 2 105         | Örebro SK          | 5 358              |
| 2007 | 2 450         | IFK Norrköping     | 7 376              |
| 2008 | 1 557         | Assyriska FF       | 2 863              |
| 2009 | 1 880         | IFK Norrköping     | 4 306              |
| 2010 | 2 572         | Hammarby IF        | 6 863              |
| 2011 | 2 423         | Hammarby IF        | 7 953              |
| 2012 | 2 456         | Hammarby IF        | 8 463              |
| 2013 | 2 957         | Hammarby IF        | 12 096             |
| 2014 | 3 267         | Hammarby IF        | 20 450             |
| 2015 | 1 623         | Östersunds FK      | 3 857              |
| 2016 | 1 727         | Gais               | 3 315              |
| 2017 | 2 074         | Helsingborgs IF    | 6 758              |
| 2018 | 2 277         | Helsingborgs IF    | 8 013              |
| 2019 | 1 621         | Gais               | 2 854              |
| 2020 | 0             | Ingen publik       | 0                  |
| 2021 | 1 042         | Helsingborgs IF    | 2 929              |
| 2022 | 1 518         | Halmstads BK       | 3 364              |
| 2023 | 2 602         | Helsingborgs IF    | 6 038              |
| 2024 | 2 516         | Helsingborgs IF    | 7 299              |

## Anmärkningslista
1. ↑  Svenska fotbollförbundet tillåter sedan 2001, oavsett serienivå, att damer får spela i herrlag, men herrar får inte spela i damlag.[1][2]
2. ↑  Inkluderar FC Café Opera 2000–2003, Väsby United 2005–2010, AFC United 2015–2016
3. 1 2  Covid-19-pandemin 2020–2021 innebar att ingen publik tilläts i Superettan 2020, och endast begränsad publik tilläts 2021.